# بيلي هيل (نوفا سكوشا)
بيلي هيل (بالإنجليزية: Bible Hill, Nova Scotia)‏ هي قرية تقع في كندا في Colchester County, Nova Scotia. يقدر عدد سكانها بـ 8,913 نسمة .